# Květná (Luková)
Květná (německy Ziegenfuß) je malá vesnice, část obce Luková v okrese Ústí nad Orlicí. Nachází se asi 2,5 kilometru jižně od Lukové. Květná leží v katastrálním území Květná u Lukové o rozloze 1,8 km2.

## Historie
První písemná zmínka o vesnici pochází z roku 1304.

## Pamětihodnosti
- Kaple svatého Vavřince z roku 1863
- Barokní kříž s reliéfem Panny Marie Bolestné z roku 1771